# Roy Clarke (Fußballspieler)
Royston James Clarke (* 1. Juni 1925 in Newport; † 13. März 2006 in Sale) war ein walisischer Fußballspieler, der für Cardiff City, Manchester City, Stockport County und die walisische Nationalmannschaft als Außenstürmer spielte.
Clarke arbeitete als Bergmann und ging dem Amateurfußball nach. Er unterzeichnete 1942 einen Vertrag bei Cardiff City und wurde nach dem Krieg Profifußballer. Nachdem er 1946/47 mit Cardiff City den Aufstieg in die Division Three (South) erreicht hatte, unterschrieb er im Mai 1947 einen Vertrag beim Zweitliga-Verein Manchester City. Als Ablösesumme erhielt Cardiff 12.000 Pfund.
Clarke war ein jahrzehntelang ein Stammspieler und absolvierte insgesamt 349 Spiele. 1958 wechselte Clarke zu Stockport County und wurde später kurzzeitig Manager von Northwich Victoria. Nach seinem Rücktritt als Profifußballer führte er ein Sportgeschäft und ging anschließend zu Manchester City zurück, wo er für fast 25 Jahre einen Geselligkeitsverein leitete. Er starb 2006 nach einer langen Erkrankung an Alzheimer.